# Microhyle viettei
Microhyle viettei là một loài bướm đêm thuộc phân họ Arctiinae, họ Erebidae.